# Xestoleberididae
Xestoleberididae is een familie van kreeftachtigen uit de klasse van de Ostracoda (mosselkreeftjes).

## Geslachten
- Castanoleberis Hu & Tao, 2008
- Foveoleberis Malz, 1980
- Hedlandella Mckenzie in Howe & Mckenzie, 1989
- Microxestoleberis Mueller, 1894
- Ornatoleberis Keij, 1975
- Paraxestoleberis Warne, Whatley & Blagden, 2006
- Platyleberis Bonaduce & Danielopol, 1988
- Prunicythere Hu & Tao, 2008
- Pulaviella Szczechura, 1965 †
- Semixestoleberis Hartmann, 1962
- Tanchuanoleberis Hu & Tao, 2008
- Uroleberis Triebel, 1958 †
- Xestoleberis Sars, 1866